# Marc Parmentier
Marc Parmentier (24 de março de 1956) é um biologista belga. É professor da Université Libre de Bruxelles (ULB). Obteve um M.D. em 1981 e um Ph.D. em 1990 na ULB.
Seus interesses em pesquisa abrangem receptores acoplados à proteína G e modelos transgênicos de patologias humanas.

## Condecorações
- 1999 - Prêmio Francqui

## Publicações
- Parmentier M, Libert F, Maenhaut C, Lefort A, Gérard C, Perret J, Van Sande J, Dumont JE and Vassart G., Molecular cloning of the thyrotropin receptor, Science 246 (1989), 1620-1622.
- Parmentier M, Libert F, Schurmans, S., Shiffmann S, Lefort A, Eggerickx D, Ledent C, Mollereau C, Gérard C, Perret J, Grootegoed JA, and Vassart G., Expression of members of the putative olfactory receptor gene family in mammalian germ cells, Nature 355 (1992), 453-455.
- Samson M, Libert F, Doranz BJ, Rucker J, Liesnard C, Farber CM, Saragosti S, Lapouméroulie C, Cogniaux J, Forceille C, Muyldermans G, Verhofstede C, Guy Burtonboy G, Georges M, Imai T, Rana S, Yi Y, Smyth RJ, Collman RG, Doms RW, Vassart G and Parmentier M. Resistance to HIV-1 infection of Caucasian individuals bearing mutant alleles of the CCR5 chemokine receptor gene, Nature 382 (1996) 722-725.
- Ledent C, Valverde O, Cossu G, Petitet F, Aubert JF, Beslot F, Böhme GA, Imperato A, Pedrazzini T, Roques BP, Vassart G, Fratta W, Parmentier M. Unresponsiveness to cannabinoids and reduced addictive effects of opiates in CB1 receptor knock out mice. Science 285 (1999) 401-404.